# Nodari Czitanawa
Nodari Czitanawa (gruz. ნოდარ ჭითანავა, ur. 10 marca 1935 we wsi Czkaduaszi w rejonie Zugdidi) – radziecki i gruziński polityk, przewodniczący Rady Ministrów Gruzińskiej SRR w latach 1989-1990.
Od 1958 członek KPZR, od 1959 pracował w aparacie Komsomołu i partii, 1963 ukończył Gruziński Instytut Politechniczny, a 1968 Wyższą Szkołę Partyjną przy KC KPZR; kandydat nauk ekonomicznych. 1973-1974 II sekretarz Komitetu Obwodowego Komunistycznej Partii Gruzji w Adżarii, 1974-1979 minister gospodarki rolnej Gruzińskiej SRR, 1979-1985 I zastępca przewodniczącego Rady Ministrów Gruzińskiej SRR, 1985-1989 sekretarz KC KPG. Od 14 kwietnia 1989 do 15 listopada 1990 przewodniczący Rady Ministrów Gruzińskiej SRR. Deputowany do Rady Najwyższej ZSRR 10 i 11 kadencji.